# Ilex chevalieri
Ilex chevalieri är en järneksväxtart som beskrevs av Tardieu. Ilex chevalieri ingår i släktet järnekar, och familjen järneksväxter. Inga underarter finns listade i Catalogue of Life.